# Hermann Kunz-Krause
Johann Wilhelm Hermann Kunz-Krause, geborener Kunz (* 5. Oktober 1861 in Leipzig; † 12. Februar 1936) war ein deutscher Pharmakologe.

## Leben
Hermann Kunz absolvierte bei Theodor Pallmann eine Apothekergehilfen-Lehre in Plauen, nachdem er bis 1877 das St. Thomas Gymnasium in Leipzig besucht hatte. Ab 1880 nahm er Stellungen in Apotheken in Leipzig, Luzern, Vallorbe, Genf und wieder Leipzig an.
Zum Sommersemester 1883 ging er an die Universität Leipzig, wo er Pharmazie studierte und seit seinem ersten Studienjahr Assistent von Justus Radius und nach dessen Tod von Rudolf Boehm war. 1885 legte er das Staatsexamen ab, blieb bis zum Ende des Sommersemesters 1886 am Pharmakologischen Institut und wechselte anschließend zur Promotion an die Universität Freiburg, da er in Leipzig ohne Abitur nicht promoviert werden konnte.
Nach Apothekertätigkeiten in Fontaines und Neuenburg erhielt er 1887 an der Eidgenössischen polytechnische Schule Zürich eine Assistentenstelle in der Agriculturchemischen Untersuchungsstation. Noch im selben Jahr wechselte er an das Chemische Institut der École de Pharmacie Lausanne, wo er 1888 zum Professeur agrégé und 1889 Professor mit Lehrauftrag für Angewandte und Pharmazeutische Chemie ernannt wurde. 1899 wurde er als Nachfolger von Ewald Geissler (1848–1898) zum Professor und Direktor des Chemischen Instituts der Tierärztlichen Hochschule Dresden berufen, 1903 zum ordentlichen Professor. Zudem erhielt er die Bestellung zum Apothekenprüfer im sächsischen Revisionsbezirk. 1904 wurde er außerordentliches und 1907 ordentliches Mitglied der Technischen Deputation des Sächsischen Ministeriums des Inneren. Seit 1907 war er Mitglied des Landes-Medizinalkollegiums, des späteren Landesgesundheitsamts. Zur Verlegung der Tierärztlichen Hochschule Dresden an die Universität Leipzig als Veterinärmedizinische Fakultät wurde er 1923 emeritiert. 1925 zog er sich wegen einer schweren Erkrankung von allen Ämtern zurück.
Kunz-Krause war der Autor von über 120 Zeitschriftenartikeln und 8 Büchern. Er arbeitete auf dem Gebiet der Phytochemie einschließlich des Nachweises und der Konstitutionsermittlung von Alkaloiden. Ein weiterer Schwerpunkt seiner Arbeiten war die Galenik. Er war Schriftleiter der „Pharmazeutischen Nachrichten aus Wissenschaft und Praxis“.
Seit seiner Hochzeit 1892 mit der Tochter des Freiberger Apothekers Hermann Krause trug er den Doppelnamen Kunz-Krause. Das Ehepaar hatte zwei Söhne. Er war Mitglied des Corps Saxo-Borussia Leipzig.

## Auszeichnungen
- Dr. med. vet. h. c. an der Medizinischen Fakultät der Universität Leipzig, 1916
- Wahl zum Mitglied des Reichsgesundheitsamtes, 1919
- Geheimer Medizinalrat

## Schriften
- Über die chemischen Bestandteile der Atropa Belladonna und des Extractum Belladonnae, 1886
- Der Kräutersammler, 1924
- Die reichsgesetzliche Regelung des Verkehrs mit Arzneimitteln unter Berücksichtigung der sog. Giftverordnung vom Jahre 1895 und der Gewerbeordnung, 1926
- Die Apothekengesetzgebung im Freistaat Sachsen auf Grund der zur Zeit gültigen Gesetze und Verordnungen, einschließlich der reichsgesetzlichen Bestimmungen, 4 Bände, abgeschlossen 30. Juni 1928
- Festschrift zum 350jähr. Jubiläum der Stadt-Apotheke zum Löwen zu Pirna, 1928
- Verein der Apotheker Dresdens und der Umgegend, sein Entstehen, Werden und Wirken, 1931
- Auszug aus der Apotheken-Gesetzgebung in Sachsen, 1933
- Die Stadt-Apotheke zu Zittau i. Sa., 1936